# AnyLogic

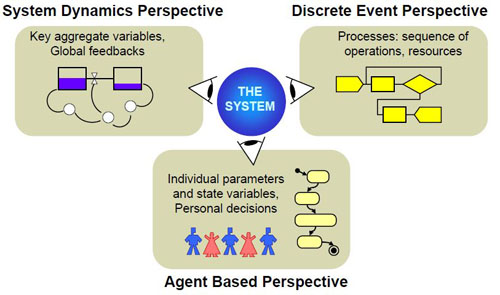
Tres enfocaments de simulació empresarial

AnyLogic és una eina de modelatge de simulació multimètode desenvolupada per The AnyLogic Company (anteriorment XJ Technologies). Admet metodologies de simulació basades en agents, esdeveniments discrets i dinàmica del sistema. AnyLogic és un programari de simulació multiplataforma que funciona amb Windows, macOS i Linux. AnyLogic s'utilitza per simular: mercats i competència, assistència sanitària,  fabricació,  cadenes de subministrament i logística,   comerç al detall, processos de negoci, social i dinàmica d'ecosistemes, dinàmica de gestió de projectes  dinàmica de vianants  i trànsit rodat, IT,  i aeroespacial. Es considera que es troba entre els principals actors de la indústria de la simulació, especialment dins del domini dels processos de negoci, es reconeix com una eina potent.

## Història
A principis de la dècada de 1990, hi va haver un gran interès en l'enfocament matemàtic de la modelització i simulació de processos paral·lels. Aquest enfocament es va aplicar a l'anàlisi de la correcció de programes paral·lels i distribuïts. El grup de recerca Distributed Computer Network (DCN) de la Universitat Politècnica de Sant Petersburg va desenvolupar un sistema de programari per a l'anàlisi de la correcció del programa; la nova eina es va anomenar COVERS (Concurrent Verification and Simulation). Aquest sistema va permetre utilitzar la notació de modelatge gràfic per descriure l'estructura i el comportament del sistema. L'eina es va desenvolupar amb l'ajuda d'una beca de recerca de Hewlett-Packard (coneguda comunament com a HP).
L'any 1998, l'èxit d'aquesta investigació va inspirar al laboratori DCN a organitzar una empresa amb la missió de desenvolupar una nova generació de programari de simulació. Es va posar èmfasi en el desenvolupament dels mètodes aplicats: simulació, anàlisi de rendiment, comportament dels sistemes estocàstics, optimització i visualització. El programari resultant es va publicar l'any 2000 i comptava amb les últimes tecnologies de la informació: un enfocament orientat a objectes, elements de l'estàndard UML, l'ús de Java i una GUI moderna.
L'eina es va anomenar AnyLogic perquè donava suport als tres enfocaments de modelatge coneguts: dinàmica del sistema, simulació d'esdeveniments discrets, modelatge basat en agents, i qualsevol combinació d'aquests enfocaments dins d'un sol model. La primera versió d'AnyLogic va ser la V4 perquè la numeració continua amb la numeració de COVERS 3.0.
AnyLogic 5 es va llançar el 2003. La nova versió es va centrar en la simulació empresarial en diferents indústries. AnyLogic 7 es va llançar el 2014. Va incloure moltes actualitzacions destinades a simplificar la construcció de models, inclòs el suport per al modelatge multimètode, una necessitat reduïda de codificació, biblioteques renovades i altres millores d'usabilitat. AnyLogic 7.1, també llançat el 2014, incloïa una nova implementació SIG: a més dels mapes basats en fitxers de formes, AnyLogic va començar a donar suport a mapes de mosaic de proveïdors en línia gratuïts, inclòs OpenStreetMap.
El 2015 va marcar el llançament d'AnyLogiс 7.2 amb la base de dades integrada i la biblioteca de fluids. Des del 2015, AnyLogic Personal Learning Edition (PLE) està disponible de manera gratuïta amb finalitats educatives i autoeducatives. La llicència PLE és perpètua, però els models creats tenen una mida limitada.
La nova biblioteca de trànsit rodat es va presentar el 2016 amb AnyLogic 7.3.
AnyLogic 8 es va llançar el 2017. A partir de la versió 8.0, l'entorn de desenvolupament del model AnyLogic es va integrar amb AnyLogic Cloud, un servei web per a l'anàlisi de simulacions.
La plataforma per a l'entorn de desenvolupament de models AnyLogic 8 és Eclipse.
A partir de la versió 8.2, el programari va introduir imatges dinàmiques i la cartografia SIG millorada. La biblioteca de manipulació de materials es va afegir a la versió 8.3, proporcionant eines avançades per simular fàbriques i magatzems. Les versions posteriors van continuar millorant aquestes característiques, permetent simulacions més complexes i de diversos nivells, com ara edificis i sistemes de vehicles guiats automatitzats.
AnyLogic 8.4 i versions posteriors van perfeccionar encara més les capacitats de transport i manipulació de materials, incloent la introducció de transportadors que es mouen sense camins de guia i sistemes de transport més flexibles. AnyLogic 8.7 va ampliar les capacitats amb grues aèries, simulacions de zones de vianants amb restriccions de capacitat i suport per a les normes de distanciament social.
Amb la versió 8.8, la transició a Java 11 va agilitzar el procés de codificació, millorant la creació i l'execució de models. AnyLogic 8.9 va incorporar Git per a un millor control de versions i va introduir un analitzador d'abocament de memòria per millorar la depuració. A AnyLogic 8.9.2, es va introduir el connector NVIDIA Omniverse, que permet als usuaris enllaçar les seves simulacions amb animacions detallades. Aquesta connexió permet als usuaris exportar models 3D d'AnyLogic a NVIDIA Omniverse, millorant la qualitat visual i facilitant la col·laboració.

## Característiques

### Llenguatge de simulació

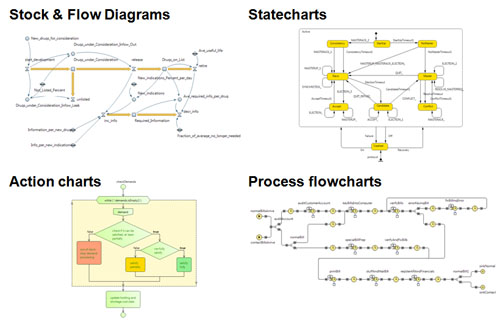
Construccions de llenguatge de simulació proporcionades per AnyLogic

El llenguatge de simulació AnyLogic consta dels elements següents:
- Els diagrames d'estoc i flux s'utilitzen per al modelatge de la dinàmica del sistema.
- Els gràfics d'estat s'utilitzen principalment en el modelatge basat en agents per definir el comportament de l'agent. També s'utilitzen sovint en el modelatge d'esdeveniments discrets, per exemple, per simular una fallada de la màquina.
- Els gràfics d'acció s'utilitzen per definir algorismes. Es poden utilitzar en el modelatge d'esdeveniments discrets, per exemple, per a l'encaminament de trucades, o en el modelatge basat en agents, per exemple, per a la lògica de decisió de l'agent.
- Els diagrames de flux de processos són la construcció bàsica utilitzada per definir processos en el modelatge d'esdeveniments discrets. Si observeu aquest diagrama de flux, podeu veure per què l'estil d'esdeveniments discrets s'anomena sovint centrat en processos.

El llenguatge també inclou construccions de modelització de baix nivell (variables, equacions, paràmetres, esdeveniments, etc.), formes de presentació (línies, polilínies, ovals, etc.), instal·lacions d'anàlisi (conjunts de dades, histogrames, gràfics), eines de connectivitat, imatges estàndard i marcs d'experiments.

## AnyLogic i la IA
AnyLogic integra intel·ligència artificial (IA) a la seva plataforma de simulació per crear un entorn flexible i potent per a aplicacions d'IA. Permet als usuaris entrenar agents d'IA, incorporar models d'aprenentatge automàtic en simulacions i generar dades sintètiques per a diversos propòsits.
AnyLogic proporciona un entorn de simulació fiable per entrenar agents d'IA mitjançant l'aprenentatge de reforç. Permet el desenvolupament de polítiques que posteriorment es poden aplicar en sistemes del món real. Aquest enfocament ajuda a crear agents d'IA que estiguin millor preparats per gestionar escenaris complexos i dinàmics.
A més, la plataforma admet la incorporació de models d'aprenentatge automàtic (ML) pre-entrenats a les simulacions. Aquesta característica permet als usuaris avaluar com funcionen aquests models dins d'un sistema i fer els ajustos necessaris. Mitjançant la prova de solucions d'IA en un entorn simulat, AnyLogic redueix els riscos i garanteix una implementació més fluida en sistemes del món real.
AnyLogic pot generar grans quantitats de dades sintètiques netes, ben estructurades i etiquetades. Aquestes dades són especialment útils per entrenar models d'aprenentatge automàtic quan les dades del món real no estan disponibles o no són adequades. Proporciona una solució pràctica per al desenvolupament d'IA basat en dades.